# Mistrovství Evropy ve fotbale 2024 (soupisky)
Soupisky na Mistrovství Evropy ve fotbale 2024, které se hrálo v Německu.

## Skupina A

### Německo
Hlavní trenér:  Julian Nagelsmann

| Jméno                  | Datum narození    | Klub                      |          |
| Brankáři               | Brankáři          | Brankáři                  | Brankáři |
| ---------------------- | ----------------- | ------------------------- | -------- |
| Manuel Neuer           | 27. března 1986   | FC Bayern Mnichov         |          |
| Oliver Baumann         | 2. června 1990    | TSG 1899 Hoffenheim       |          |
| Marc-André ter Stegen  | 30. dubna 1992    | FC Barcelona              |          |
| Obránci                |                   |                           |          |
| Antonio Rüdiger        | 3. března 1993    | Real Madrid               |          |
| David Raum             | 22. dubna 1998    | RB Leipzig                |          |
| Jonathan Tah           | 11. února 1996    | Bayer 04 Leverkusen       |          |
| Joshua Kimmich         | 8. února 1995     | FC Bayern Mnichov         |          |
| Nico Schlotterbeck     | 1. prosince 1999  | Borussia Dortmund         |          |
| Waldemar Anton         | 20. července 1996 | VfB Stuttgart             |          |
| Maximilian Mittelstädt | 18. března 1997   | VfB Stuttgart             |          |
| Benjamin Henrichs      | 23. února 1997    | RB Leipzig                |          |
| Robin Koch             | 17. července 1996 | Eintracht Frankfurt       |          |
| Záložníci              |                   |                           |          |
| Pascal Groß            | 22. června 1996   | Brighton & Hove Albion FC |          |
| Toni Kroos             | 3. dubna 1996     | Real Madrid               |          |
| Jamal Musiala          | 26. února 2003    | FC Bayern Mnichov         |          |
| Chris Führich          | 9. ledna 1998     | VfB Stuttgart             |          |
| Florian Wirtz          | 3. května 2003    | Bayer 04 Leverkusen       |          |
| Leroy Sané             | 11. ledna 1996    | FC Bayern Mnichov         |          |
| İlkay Gündoğan –       | 24. října 1990    | FC Barcelona              |          |
| Robert Andrich         | 22. září 1994     | Bayer 04 Leverkusen       |          |
| Emre Can               | 12. ledna 1994    | Borussia Dortmund         |          |
| Útočníci               |                   |                           |          |
| Kai Havertz            | 11. června 1999   | Arsenal FC                |          |
| Niclas Füllkrug        | 9. února 1993     | Borussia Dortmund         |          |
| Thomas Müller          | 13. září 1989     | FC Bayern Mnichov         |          |
| Maximilian Beier       | 17. října 2002    | TSG 1899 Hoffenheim       |          |
| Deniz Undav            | 19. července 1996 | VfB Stuttgart             |          |

### Skotsko
Hlavní trenér:  Steve Clarke

| Jméno              | Datum narození     | Klub                      |          |
| Brankáři           | Brankáři           | Brankáři                  | Brankáři |
| ------------------ | ------------------ | ------------------------- | -------- |
| Angus Gunn         | 22. ledna 1996     | Norwich City FC           |          |
| Liam Kelly         | 23. ledna 1996     | Motherwell FC             |          |
| Zander Clark       | 26. června 1992    | Heart of Midlothian FC    |          |
| Obránci            |                    |                           |          |
| Anthony Ralston    | 16. listopadu 1998 | Celtic FC                 |          |
| Andrew Robertson – | 11. března 1994    | Liverpool FC              |          |
| Grant Hanley       | 20. listopadu 1991 | Norwich City FC           |          |
| Kieran Tierney     | 5. června 1997     | Real Sociedad             |          |
| Jack Hendry        | 7. května 1995     | Al Ettifaq FC             |          |
| Ryan Porteous      | 25. března 1999    | Watford FC                |          |
| Liam Cooper        | 30. srpna 1991     | Leeds United FC           |          |
| Ross McCrorie      | 18. března 1998    | Bristol City FC           |          |
| Greg Taylor        | 5. listopadu 1997  | Celtic FC                 |          |
| Scott McKenna      | 12. listopadu 1996 | FC Kodaň                  |          |
| Záložníci          |                    |                           |          |
| Scott McTominay    | 8. prosince 1996   | Manchester United FC      |          |
| John McGinn        | 18. října 1994     | Aston Villa FC            |          |
| Callum McGregor    | 14. června 1993    | Celtic FC                 |          |
| Ryan Christie      | 22. února 1995     | AFC Bournemouth           |          |
| Billy Gilmour      | 11. června 2001    | Brighton & Hove Albion FC |          |
| Stuart Armstrong   | 30. března 1992    | Southampton FC            |          |
| Ryan Jack          | 27. února 1992     | Rangers FC                |          |
| Kenny McLean       | 8. ledna 1992      | Norwich City FC           |          |
| Útočníci           |                    |                           |          |
| Lawrence Shankland | 10. srpna 1995     | Heart of Midlothian FC    |          |
| Ché Adams          | 13. července 1996  | Southampton FC            |          |
| Lewis Morgan       | 30. září 1996      | New York Red Bulls        |          |
| Tommy Conway       | 6. srpna 2002      | Bristol City FC           |          |
| James Forrest      | 7. července 1991   | Celtic FC                 |          |

### Maďarsko
Hlavní trenér:  Marco Rossi

| Jméno                | Datum narození     | Klub               |          |
| Brankáři             | Brankáři           | Brankáři           | Brankáři |
| -------------------- | ------------------ | ------------------ | -------- |
| Péter Gulácsi        | 6. května 1990     | RB Leipzig         |          |
| Dénes Dibusz         | 16. listopadu 1990 | Ferencvárosi TC    |          |
| Péter Szappanos      | 14. listopadu 1990 | Paksi FC           |          |
| Obránci              |                    |                    |          |
| Ádám Lang            | 17. ledna 1993     | AC Omonia          |          |
| Botond Balogh        | 6. června 2002     | Parma Calcio 1913  |          |
| Attila Szalai        | 20. ledna 1998     | SC Freiburg        |          |
| Attila Fiola         | 17. února 1990     | Fehérvár FC        |          |
| Willi Orbán          | 3. listopadu 1992  | RB Leipzig         |          |
| Milos Kerkez         | 7. listopadu 2003  | AFC Bournemouth    |          |
| Bendegúz Bolla       | 22. listopadu 1999 | Servette FC        |          |
| Zsolt Nagy           | 25. května 1993    | Puskás Akadémia FC |          |
| Endre Botka          | 25. srpna 1994     | Ferencvárosi TC    |          |
| Márton Dárdai        | 12. února 2002     | Hertha BSC         |          |
| Záložníci            |                    |                    |          |
| Loïc Négo            | 15. ledna 1991     | Le Havre AC        |          |
| Ádám Nagy            | 17. června 1995    | Spezia Calcio      |          |
| Dominik Szoboszlai – | 25. října 2000     | Liverpool FC       |          |
| András Schäfer       | 13. dubna 1999     | 1. FC Union Berlín |          |
| László Kleinheisler  | 8. dubna 1994      | HNK Hajduk Split   |          |
| Callum Styles        | 28. března 2000    | Sunderland AFC     |          |
| Mihály Kata          | 13. dubna 2002     | MTK Budapešť       |          |
| Útočníci             |                    |                    |          |
| Martin Ádám          | 6. listopadu 1994  | Ulsan HD FC        |          |
| Dániel Gazdag        | 2. března 1996     | Philadelphia Union |          |
| Barnabás Varga       | 25. října 1994     | Ferencvárosi TC    |          |
| Roland Sallai        | 22. května 1997    | SC Freiburg        |          |
| Kevin Csoboth        | 20. června 2000    | Újpest FC          |          |
| Krisztofer Horváth   | 8. ledna 2002      | Kecskeméti TE      |          |

### Švýcarsko
Hlavní trenér:  Murat Yakin

| Jméno             | Datum narození     | Klub                     |          |
| Brankáři          | Brankáři           | Brankáři                 | Brankáři |
| ----------------- | ------------------ | ------------------------ | -------- |
| Yann Sommer       | 17. prosince 1988  | FC Inter Milán           |          |
| Yvon Mvogo        | 6. června 1994     | FC Lorient               |          |
| Gregor Kobel      | 6. prosince 1997   | Borussia Dortmund        |          |
| Obránci           |                    |                          |          |
| Leonidas Stergiou | 3. března 2002     | VfB Stuttgart            |          |
| Silvan Widmer     | 5. března 1993     | 1. FSV Mainz 05          |          |
| Nico Elvedi       | 30. září 1996      | Borussia Mönchengladbach |          |
| Manuel Akanji     | 19. července 1995  | Manchester City FC       |          |
| Ricardo Rodríguez | 25. srpna 1992     | Turín FC                 |          |
| Cédric Zesiger    | 24. června 1998    | VfL Wolfsburg            |          |
| Fabian Schär      | 20. prosince 1991  | Newcastle United FC      |          |
| Záložníci         |                    |                          |          |
| Denis Zakaria     | 20. listopadu 1996 | AS Monaco FC             |          |
| Remo Freuler      | 15. dubna 1992     | Bologna FC 1909          |          |
| Granit Xhaka –    | 27. září 1992      | Bayer 04 Leverkusen      |          |
| Vincent Sierro    | 8. října 1995      | Toulouse FC              |          |
| Michel Aebischer  | 6. ledna 1997      | Bologna FC 1909          |          |
| Xherdan Shaqiri   | 10. října 1991     | Chicago Fire             |          |
| Ardon Jashari     | 30. července 2002  | FC Luzern                |          |
| Fabian Rieder     | 16. února 2002     | Stade Rennais FC         |          |
| Útočníci          |                    |                          |          |
| Breel Embolo      | 14. února 1997     | AS Monaco FC             |          |
| Noah Okafor       | 24. května 2000    | AC Milán                 |          |
| Renato Steffen    | 3. listopadu 1991  | FC Lugano                |          |
| Steven Zuber      | 17. srpna 1991     | AEK Athény               |          |
| Ruben Vargas      | 5. srpna 1998      | FC Augsburg              |          |
| Kwadwo Duah       | 24. února 1997     | PFK Ludogorec Razgrad    |          |
| Dan Ndoye         | 25. října 2000     | Bologna FC 1909          |          |
| Zeki Amdouni      | 4. prosince 2000   | Burnley FC               |          |

## Skupina B

### Španělsko
Hlavní trenér:  Luis de la Fuente

| Jméno              | Datum narození     | Klub                   |          |
| Brankáři           | Brankáři           | Brankáři               | Brankáři |
| ------------------ | ------------------ | ---------------------- | -------- |
| David Raya         | 15. září 1995      | Arsenal FC             |          |
| Álex Remiro        | 24. března 1995    | Real Sociedad          |          |
| Unai Simón         | 11. června 1997    | Athletic Bilbao        |          |
| Obránci            |                    |                        |          |
| Dani Carvajal      | 11. ledna 1992     | Real Madrid            |          |
| Robin Le Normand   | 11. listopadu 1996 | Real Sociedad          |          |
| Daniel Vivian      | 5. července 1999   | Athletic Bilbao        |          |
| Nacho Fernández    | 18. ledna 1990     | Real Madrid            |          |
| Alejandro Grimaldo | 20. září 1995      | Bayer 04 Leverkusen    |          |
| Aymeric Laporte    | 27. května 1994    | Al-Nassr FC            |          |
| Jesús Navas        | 21. listopadu 1985 | Sevilla FC             |          |
| Marc Cucurella     | 22. července 1998  | Chelsea FC             |          |
| Záložníci          |                    |                        |          |
| Mikel Merino       | 22. června 1996    | Real Sociedad          |          |
| Fabián Ruiz        | 3. dubna 1996      | Paris Saint-Germain FC |          |
| Álex Baena         | 20. července 2001  | Villarreal CF          |          |
| Rodri              | 22. června 1996    | Manchester City FC     |          |
| Martín Zubimendi   | 2. února 1999      | Real Sociedad          |          |
| Pedri              | 25. listopadu 2002 | FC Barcelona           |          |
| Fermín López       | 11. května 2003    | FC Barcelona           |          |
| Útočníci           |                    |                        |          |
| Álvaro Morata –    | 23. října 1992     | Atlético Madrid        |          |
| Ayoze Pérez        | 29. července 1993  | Real Betis             |          |
| Dani Olmo          | 7. května 1998     | RB Leipzig             |          |
| Ferran Torres      | 29. února 2000     | FC Barcelona           |          |
| Nico Williams      | 12. července 2002  | Athletic Bilbao        |          |
| Lamine Yamal       | 13. července 2007  | FC Barcelona           |          |
| Mikel Oyarzabal    | 21. dubna 1997     | Real Sociedad          |          |
| Joselu             | 27. března 1990    | Real Madrid            |          |

### Chorvatsko
Hlavní trenér:  Zlatko Dalić

| Jméno             | Datum narození     | Klub                 |          |
| Brankáři          | Brankáři           | Brankáři             | Brankáři |
| ----------------- | ------------------ | -------------------- | -------- |
| Dominik Livaković | 9. ledna 1995      | Fenerbahçe SK        |          |
| Nediljko Labrović | 10. října 1999     | HNK Rijeka           |          |
| Ivica Ivušić      | 1. února 1995      | Pafos FC             |          |
| Obránci           |                    |                      |          |
| Josip Stanišić    | 2. dubna 2000      | Bayer 04 Leverkusen  |          |
| Marin Pongračić   | 11. září 1997      | US Lecce             |          |
| Joško Gvardiol    | 23. ledna 2002     | Manchester City FC   |          |
| Martin Erlić      | 24. ledna 1998     | US Sassuolo Calcio   |          |
| Josip Šutalo      | 28. února 2000     | AFC Ajax             |          |
| Borna Sosa        | 21. ledna 1998     | AFC Ajax             |          |
| Domagoj Vida      | 29. dubna 1989     | AEK Athény           |          |
| Josip Juranović   | 16. srpna 1995     | 1. FC Union Berlín   |          |
| Záložníci         |                    |                      |          |
| Lovro Majer       | 17. ledna 1998     | VfL Wolfsburg        |          |
| Mateo Kovačić     | 6. května 1994     | Manchester City FC   |          |
| Luka Modrić –     | 9. září 1985       | Real Madrid          |          |
| Marcelo Brozović  | 16. listopadu 1992 | Al-Nassr FC          |          |
| Nikola Vlašić     | 4. října 1997      | Turín FC             |          |
| Mario Pašalić     | 9. února 1995      | Atalanta BC          |          |
| Luka Ivanušec     | 26. listopadu 1998 | Feyenoord            |          |
| Luka Sučić        | 8. září 2002       | FC Red Bull Salzburg |          |
| Martin Baturina   | 16. února 2003     | GNK Dinamo Záhřeb    |          |
| Útočníci          |                    |                      |          |
| Andrej Kramarić   | 19. června 1991    | TSG 1899 Hoffenheim  |          |
| Ivan Perišić      | 2. února 1989      | HNK Hajduk Split     |          |
| Ante Budimir      | 22. července 1991  | CA Osasuna           |          |
| Bruno Petković    | 16. září 1994      | GNK Dinamo Záhřeb    |          |
| Marko Pjaca       | 6. května 1995     | HNK Rijeka           |          |
| Marco Pašalić     | 14. září 2000      | HNK Rijeka           |          |

### Itálie
Hlavní trenér:  Luciano Spalletti

| Jméno                  | Datum narození     | Klub                   |          |
| Brankáři               | Brankáři           | Brankáři               | Brankáři |
| ---------------------- | ------------------ | ---------------------- | -------- |
| Gianluigi Donnarumma – | 25. února 1999     | Paris Saint-Germain FC |          |
| Guglielmo Vicario      | 7. října 1996      | Tottenham Hotspur FC   |          |
| Alex Meret             | 22. března 1997    | SSC Neapol             |          |
| Obránci                |                    |                        |          |
| Giovanni Di Lorenzo    | 4. srpna 1993      | SSC Neapol             |          |
| Federico Dimarco       | 10. listopadu 1997 | FC Inter Milán         |          |
| Alessandro Buongiorno  | 6. června 1999     | Turín FC               |          |
| Riccardo Calafiori     | 19. května 2002    | Bologna FC 1909        |          |
| Federico Gatti         | 24. června 1998    | Juventus FC            |          |
| Matteo Darmian         | 2. prosince 1989   | FC Inter Milán         |          |
| Raoul Bellanova        | 17. května 2000    | Turín FC               |          |
| Gianluca Mancini       | 17. dubna 1996     | AS Řím                 |          |
| Alessandro Bastoni     | 13. dubna 1999     | FC Inter Milán         |          |
| Andrea Cambiaso        | 20. února 2000     | Juventus FC            |          |
| Záložníci              |                    |                        |          |
| Davide Frattesi        | 22. září 1999      | FC Inter Milán         |          |
| Jorginho               | 20. prosince 1991  | Arsenal FC             |          |
| Lorenzo Pellegrini     | 19. června 1996    | AS Řím                 |          |
| Bryan Cristante        | 3. března 1995     | AS Řím                 |          |
| Nicolò Barella         | 7. února 1997      | FC Inter Milán         |          |
| Nicolò Fagioli         | 12. února 2001     | Juventus FC            |          |
| Michael Folorunsho     | 7. února 1998      | Hellas Verona FC       |          |
| Útočníci               |                    |                        |          |
| Gianluca Scamacca      | 1. ledna 1999      | Atalanta BC            |          |
| Giacomo Raspadori      | 18. února 2000     | SSC Neapol             |          |
| Federico Chiesa        | 25. října 1997     | Juventus FC            |          |
| Mateo Retegui          | 29. dubna 1999     | Janov CFC              |          |
| Mattia Zaccagni        | 16. června 1995    | SS Lazio               |          |
| Stephan El Shaarawy    | 27. října 1992     | AS Řím                 |          |

### Albánie
Hlavní trenér:  Sylvinho

| Jméno            | Datum narození     | Klub                    |          |
| Brankáři         | Brankáři           | Brankáři                | Brankáři |
| ---------------- | ------------------ | ----------------------- | -------- |
| Etrit Berisha    | 10. března 1989    | Empoli FC               |          |
| Elhan Kastrati   | 2. února 1997      | AS Cittadella           |          |
| Thomas Strakosha | 19. března 1995    | Brentford FC            |          |
| Obránci          |                    |                         |          |
| Iván Balliu      | 1. ledna 1992      | Rayo Vallecano          |          |
| Mario Mitaj      | 6. srpna 2003      | FK Lokomotiv Moskva     |          |
| Elseid Hysaj     | 2. února 1994      | SS Lazio                |          |
| Arlind Ajeti     | 25. září 1993      | CFR Kluž                |          |
| Berat Djimsiti – | 19. února 1993     | Atalanta BC             |          |
| Enea Mihaj       | 5. července 1998   | FC Famalicão            |          |
| Ardian Ismajli   | 30. září 1996      | Empoli FC               |          |
| Marash Kumbulla  | 8. února 2000      | US Sassuolo Calcio      |          |
| Naser Aliji      | 27. prosince 1993  | FC Voluntari            |          |
| Záložníci        |                    |                         |          |
| Klaus Gjasula    | 14. prosince 1989  | SV Darmstadt 98         |          |
| Nedim Bajrami    | 28. února 1999     | US Sassuolo Calcio      |          |
| Qazim Laçi       | 19. ledna 1996     | AC Sparta Praha         |          |
| Medon Berisha    | 21. října 2003     | US Lecce                |          |
| Ernest Muçi      | 19. března 2001    | Beşiktaş JK             |          |
| Ylber Ramadani   | 12. dubna 1996     | US Lecce                |          |
| Kristjan Asllani | 9. března 2002     | FC Inter Milán          |          |
| Amir Abrashi     | 27. března 1990    | Grasshopper Club Zürich |          |
| Útočníci         |                    |                         |          |
| Rey Manaj        | 24. února 1997     | Sivasspor               |          |
| Jasir Asani      | 19. května 1995    | Gwangču FC              |          |
| Armando Broja    | 10. září 2001      | Fulham FC               |          |
| Taulant Seferi   | 15. listopadu 1996 | Baniyas Club            |          |
| Mirlind Daku     | 1. ledna 1998      | FK Rubin Kazaň          |          |
| Arbër Hoxha      | 6. října 1998      | GNK Dinamo Záhřeb       |          |

## Skupina C

### Slovinsko
Hlavní trenér:  Matjaž Kek

| Jméno                | Datum narození     | Klub                     |          |
| Brankáři             | Brankáři           | Brankáři                 | Brankáři |
| -------------------- | ------------------ | ------------------------ | -------- |
| Jan Oblak –          | 7. ledna 1993      | Atlético Madrid          |          |
| Vid Belec            | 6. června 1990     | APOEL FC                 |          |
| Igor Vekić           | 6. května 1998     | Vejle Boldklub           |          |
| Obránci              |                    |                          |          |
| Žan Karničnik        | 18. září 1994      | NK Celje                 |          |
| Jure Balkovec        | 9. září 1994       | Alanyaspor               |          |
| Miha Blažič          | 8. května 1993     | Lech Poznań              |          |
| Jaka Bijol           | 5. února 1999      | Udinese Calcio           |          |
| Erik Janža           | 21. června 1993    | Górnik Zabrze            |          |
| Petar Stojanović     | 7. října 1995      | UC Sampdoria             |          |
| Vanja Drkušić        | 30. října 1999     | FK Soči                  |          |
| David Brekalo        | 3. prosince 1998   | Orlando City SC          |          |
| Záložníci            |                    |                          |          |
| Jon Gorenc Stanković | 14. ledna 1996     | SK Sturm Graz            |          |
| Benjamin Verbič      | 27. listopadu 1993 | Panathinaikos Athény     |          |
| Sandi Lovrić         | 28. března 1998    | Udinese Calcio           |          |
| Timi Max Elšnik      | 29. dubna 1998     | NK Olimpija Lublaň       |          |
| Jasmin Kurtić        | 10. ledna 1989     | FC Südtirol              |          |
| Tomi Horvat          | 24. března 1999    | SK Sturm Graz            |          |
| Adam Gnezda Čerin    | 16. července 1999  | Panathinaikos Athény     |          |
| Nino Žugelj          | 23. května 2000    | FK Bodø/Glimt            |          |
| Adrian Zeljković     | 19. srpna 2002     | FC Spartak Trnava        |          |
| Útočníci             |                    |                          |          |
| Andraž Šporar        | 27. února 1994     | Panathinaikos Athény     |          |
| Benjamin Šeško       | 31. května 2003    | RB Leipzig               |          |
| Jan Mlakar           | 23. října 1998     | Pisa SC                  |          |
| Žan Vipotnik         | 18. března 2002    | FC Girondins de Bordeaux |          |
| Žan Celar            | 14. března 1999    | FC Lugano                |          |
| Josip Iličić         | 29. ledna 1988     | NK Maribor               |          |

### Dánsko
Hlavní trenér:  Kasper Hjulmand

| Jméno                 | Datum narození    | Klub                 |          |
| Brankáři              | Brankáři          | Brankáři             | Brankáři |
| --------------------- | ----------------- | -------------------- | -------- |
| Kasper Schmeichel     | 5. listopadu 1986 | RSC Anderlecht       |          |
| Mads Hermansen        | 11. července 2000 | Leicester City FC    |          |
| Frederik Rønnow       | 4. srpna 1992     | 1. FC Union Berlín   |          |
| Obránci               |                   |                      |          |
| Joachim Andersen      | 31. května 1996   | Crystal Palace FC    |          |
| Jannik Vestergaard    | 3. srpna 1992     | Leicester City FC    |          |
| Simon Kjær –          | 26. března 1989   | AC Milán             |          |
| Joakim Mæhle          | 20. května 1997   | VfL Wolfsburg        |          |
| Andreas Christensen   | 10. dubna 1996    | FC Barcelona         |          |
| Mathias Jørgensen     | 23. dubna 1990    | Brentford FC         |          |
| Victor Kristiansen    | 16. prosince 2002 | Bologna FC 1909      |          |
| Alexander Bah         | 9. prosince 1997  | Benfica Lisabon      |          |
| Rasmus Kristensen     | 11. července 1997 | AS Řím               |          |
| Záložníci             |                   |                      |          |
| Mathias Jensen        | 1. ledna 1996     | Brentford FC         |          |
| Thomas Delaney        | 3. září 1991      | RSC Anderlecht       |          |
| Christian Eriksen     | 14. února 1992    | Manchester United FC |          |
| Andreas Skov Olsen    | 29. prosince 1999 | Club Brugge KV       |          |
| Mikkel Damsgaard      | 3. července 2000  | Brentford FC         |          |
| Christian Nørgaard    | 10. března 1994   | Brentford FC         |          |
| Morten Hjulmand       | 25. června 1999   | Sporting CP          |          |
| Pierre-Emile Højbjerg | 5. srpna 1995     | Tottenham Hotspur FC |          |
| Útočníci              |                   |                      |          |
| Rasmus Højlund        | 4. února 2003     | Manchester United FC |          |
| Kasper Dolberg        | 6. října 1997     | RSC Anderlecht       |          |
| Jonas Wind            | 7. února 1999     | VfL Wolfsburg        |          |
| Yussuf Poulsen        | 15. června 1994   | RB Leipzig           |          |
| Anders Dreyer         | 2. května 1998    | RSC Anderlecht       |          |
| Jacob Bruun Larsen    | 19. září 1998     | Burnley FC           |          |

### Srbsko
Hlavní trenér:  Dragan Stojković

| Jméno                   | Datum narození     | Klub                 |          |
| Brankáři                | Brankáři           | Brankáři             | Brankáři |
| ----------------------- | ------------------ | -------------------- | -------- |
| Predrag Rajković        | 31. října 1995     | RCD Mallorca         |          |
| Đorđe Petrović          | 8. října 1999      | Chelsea FC           |          |
| Vanja Milinković-Savić  | 20. února 1997     | Turín FC             |          |
| Obránci                 |                    |                      |          |
| Strahinja Pavlović      | 24. května 2001    | FC Red Bull Salzburg |          |
| Nemanja Stojić          | 15. ledna 1998     | FK TSC               |          |
| Nikola Milenković       | 12. října 1997     | ACF Fiorentina       |          |
| Nemanja Gudelj          | 16. listopadu 1991 | Sevilla FC           |          |
| Miloš Veljković         | 26. září 1995      | Werder Brémy         |          |
| Srđan Babić             | 22. dubna 1996     | FK Spartak Moskva    |          |
| Uroš Spajić             | 13. února 1993     | FK Crvena zvezda     |          |
| Filip Mladenović        | 15. srpna 1991     | Panathinaikos Athény |          |
| Záložníci               |                    |                      |          |
| Nemanja Maksimović      | 26. ledna 1995     | Getafe CF            |          |
| Dušan Tadić –           | 20. listopadu 1988 | Fenerbahçe SK        |          |
| Filip Kostić            | 1. listopadu 1992  | Juventus FC          |          |
| Andrija Živković        | 11. července 1996  | PAOK Soluň           |          |
| Srđan Mijailović        | 10. listopadu 1993 | FK Crvena zvezda     |          |
| Ivan Ilić               | 17. března 2001    | Turín FC             |          |
| Lazar Samardžić         | 24. února 2002     | Udinese Calcio       |          |
| Sergej Milinković-Savić | 27. února 1995     | Al Hilal FC          |          |
| Mijat Gaćinović         | 8. února 1995      | AEK Athény           |          |
| Saša Lukić              | 13. srpna 1996     | Fulham FC            |          |
| Veljko Birmančević      | 5. března 1998     | AC Sparta Praha      |          |
| Útočníci                |                    |                      |          |
| Dušan Vlahović          | 28. ledna 2000     | Juventus FC          |          |
| Luka Jović              | 23. prosince 1997  | AC Milán             |          |
| Aleksandar Mitrović     | 16. září 1994      | Al Hilal FC          |          |
| Petar Ratkov            | 18. srpna 2003     | FC Red Bull Salzburg |          |

### Anglie
Hlavní trenér:  Gareth Southgate

| Jméno                  | Datum narození     | Klub                      |          |
| Brankáři               | Brankáři           | Brankáři                  | Brankáři |
| ---------------------- | ------------------ | ------------------------- | -------- |
| Jordan Pickford        | 7. března 1994     | Everton FC                |          |
| Aaron Ramsdale         | 14. května 1998    | Arsenal FC                |          |
| Dean Henderson         | 12. března 1997    | Crystal Palace FC         |          |
| Obránci                |                    |                           |          |
| Kyle Walker            | 28. května 1990    | Manchester City FC        |          |
| Luke Shaw              | 12. července 1995  | Manchester United FC      |          |
| John Stones            | 28. května 1994    | Manchester City FC        |          |
| Marc Guéhi             | 13. července 2000  | Crystal Palace FC         |          |
| Kieran Trippier        | 19. září 1990      | Newcastle United FC       |          |
| Ezri Konsa             | 23. října 1997     | Aston Villa FC            |          |
| Lewis Dunk             | 21. listopadu 1991 | Brighton & Hove Albion FC |          |
| Joe Gomez              | 23. května 1997    | Liverpool FC              |          |
| Záložníci              |                    |                           |          |
| Declan Rice            | 14. ledna 1999     | Arsenal FC                |          |
| Trent Alexander-Arnold | 7. října 1998      | Liverpool FC              |          |
| Jude Bellingham        | 29. června 2003    | Real Madrid               |          |
| Conor Gallagher        | 6. února 2000      | Chelsea FC                |          |
| Eberechi Eze           | 29. června 1998    | Crystal Palace FC         |          |
| Cole Palmer            | 6. května 2002     | Chelsea FC                |          |
| Adam Wharton           | 6. února 2004      | Crystal Palace FC         |          |
| Kobbie Mainoo          | 19. dubna 2005     | Manchester United FC      |          |
| Útočníci               |                    |                           |          |
| Bukayo Saka            | 5. září 2001       | Arsenal FC                |          |
| Harry Kane –           | 28. července 1993  | FC Bayern Mnichov         |          |
| Phil Foden             | 28. května 2000    | Manchester City FC        |          |
| Ivan Toney             | 16. března 1996    | Brentford FC              |          |
| Anthony Gordon         | 24. února 2001     | Newcastle United FC       |          |
| Ollie Watkins          | 30. prosince 1995  | Aston Villa FC            |          |
| Jarrod Bowen           | 20. prosince 1996  | West Ham United FC        |          |

## Skupina D

### Polsko
Hlavní trenér:  Michał Probierz

| Jméno                 | Datum narození     | Klub                      |          |
| Brankáři              | Brankáři           | Brankáři                  | Brankáři |
| --------------------- | ------------------ | ------------------------- | -------- |
| Wojciech Szczęsny     | 18. dubna 1990     | Juventus FC               |          |
| Łukasz Skorupski      | 5. května 1991     | Bologna FC 1909           |          |
| Marcin Bułka          | 4. října 1999      | OGC Nice                  |          |
| Obránci               |                    |                           |          |
| Bartosz Salamon       | 1. května 1991     | Lech Poznań               |          |
| Paweł Dawidowicz      | 20. května 1995    | Hellas Verona FC          |          |
| Sebastian Walukiewicz | 5. dubna 2000      | Empoli FC                 |          |
| Jan Bednarek          | 12. dubna 1996     | Southampton FC            |          |
| Jakub Kiwior          | 15. února 2000     | Arsenal FC                |          |
| Tymoteusz Puchacz     | 23. ledna 1999     | 1. FC Kaiserslautern      |          |
| Bartosz Bereszyński   | 12. července 1992  | Empoli FC                 |          |
| Záložníci             |                    |                           |          |
| Jakub Piotrowski      | 4. října 1997      | PFK Ludogorec Razgrad     |          |
| Jakub Moder           | 7. dubna 1999      | Brighton & Hove Albion FC |          |
| Piotr Zieliński       | 20. května 1994    | SSC Neapol                |          |
| Kamil Grosicki        | 8. června 1988     | Pogoń Szczecin            |          |
| Taras Romanczuk       | 14. listopadu 1991 | Jagiellonia Białystok     |          |
| Damian Szymański      | 16. června 1995    | AEK Athény                |          |
| Przemysław Frankowski | 12. dubna 1995     | RC Lens                   |          |
| Sebastian Szymański   | 10. května 1999    | Fenerbahçe SK             |          |
| Nicola Zalewski       | 23. ledna 2002     | AS Řím                    |          |
| Bartosz Slisz         | 29. března 1999    | Atlanta United FC         |          |
| Michał Skóraś         | 15. února 2000     | Club Brugge KV            |          |
| Kacper Urbański       | 7. září 2004       | Bologna FC 1909           |          |
| Útočníci              |                    |                           |          |
| Karol Świderski       | 23. ledna 1997     | Hellas Verona FC          |          |
| Robert Lewandowski –  | 21. srpna 1988     | FC Barcelona              |          |
| Adam Buksa            | 12. července 1996  | Antalyaspor               |          |
| Krzysztof Piątek      | 1. července 1995   | İstanbul Başakşehir FK    |          |

### Nizozemsko
Hlavní trenér:  Ronald Koeman

| Jméno                | Datum narození     | Klub                      |          |
| Brankáři             | Brankáři           | Brankáři                  | Brankáři |
| -------------------- | ------------------ | ------------------------- | -------- |
| Bart Verbruggen      | 18. srpna 2002     | Brighton & Hove Albion FC |          |
| Justin Bijlow        | 22. ledna 1998     | Feyenoord                 |          |
| Mark Flekken         | 13. června 1993    | Brentford FC              |          |
| Obránci              |                    |                           |          |
| Lutsharel Geertruida | 18. července 2000  | Feyenoord                 |          |
| Matthijs de Ligt     | 12. srpna 1999     | FC Bayern Mnichov         |          |
| Virgil van Dijk –    | 8. července 1991   | Liverpool FC              |          |
| Nathan Aké           | 18. února 1995     | Manchester City FC        |          |
| Stefan de Vrij       | 5. února 1992      | FC Inter Milán            |          |
| Jeremie Frimpong     | 10. prosince 2000  | Bayer 04 Leverkusen       |          |
| Micky van de Ven     | 19. dubna 2001     | Tottenham Hotspur FC      |          |
| Daley Blind          | 9. března 1990     | Girona FC                 |          |
| Ian Maatsen          | 10. března 2002    | Borussia Dortmund         |          |
| Denzel Dumfries      | 18. dubna 1996     | FC Inter Milán            |          |
| Záložníci            |                    |                           |          |
| Xavi Simons          | 21. dubna 2003     | RB Leipzig                |          |
| Georginio Wijnaldum  | 11. listopadu 1990 | Al Ettifaq FC             |          |
| Tijjani Reijnders    | 29. července 1998  | AC Milán                  |          |
| Joey Veerman         | 19. listopadu 1998 | PSV Eindhoven             |          |
| Jerdy Schouten       | 12. ledna 1997     | PSV Eindhoven             |          |
| Ryan Gravenberch     | 16. května 2002    | Liverpool FC              |          |
| Útočníci             |                    |                           |          |
| Wout Weghorst        | 7. srpna 1992      | TSG 1899 Hoffenheim       |          |
| Memphis Depay        | 13. února 1994     | Atlético Madrid           |          |
| Cody Gakpo           | 7. května 1999     | Liverpool FC              |          |
| Donyell Malen        | 19. ledna 1999     | Borussia Dortmund         |          |
| Brian Brobbey        | 1. února 2002      | AFC Ajax                  |          |
| Steven Bergwijn      | 8. října 1997      | AFC Ajax                  |          |

### Rakousko
Hlavní trenér:  Ralf Rangnick

| Jméno                 | Datum narození    | Klub                        |          |
| Brankáři              | Brankáři          | Brankáři                    | Brankáři |
| --------------------- | ----------------- | --------------------------- | -------- |
| Heinz Lindner         | 17. července 1990 | Royale Union Saint-Gilloise |          |
| Niklas Hedl           | 17. března 2001   | SK Rapid Vídeň              |          |
| Patrick Pentz         | 2. ledna 1997     | Brøndby IF                  |          |
| Obránci               |                   |                             |          |
| Maximilian Wöber      | 4. února 1998     | Borussia Mönchengladbach    |          |
| Gernot Trauner        | 25. března 1992   | Feyenoord                   |          |
| Kevin Danso           | 19. září 1998     | RC Lens                     |          |
| Stefan Posch          | 14. května 1997   | Bologna FC 1909             |          |
| Leopold Querfeld      | 20. prosince 2003 | SK Rapid Vídeň              |          |
| Philipp Lienhart      | 11. července 1996 | SC Freiburg                 |          |
| Philipp Mwene         | 29. ledna 1994    | 1. FSV Mainz 05             |          |
| Flavius Daniliuc      | 27. dubna 2001    | FC Red Bull Salzburg        |          |
| Záložníci             |                   |                             |          |
| Nicolas Seiwald       | 4. května 2001    | RB Leipzig                  |          |
| Alexander Prass       | 26. května 2001   | SK Sturm Graz               |          |
| Marcel Sabitzer –     | 17. března 1994   | Borussia Dortmund           |          |
| Florian Grillitsch    | 7. srpna 1995     | TSG 1899 Hoffenheim         |          |
| Florian Kainz         | 24. října 1992    | 1. FC Köln                  |          |
| Romano Schmid         | 27. ledna 2000    | Werder Brémy                |          |
| Christoph Baumgartner | 1. srpna 1999     | RB Leipzig                  |          |
| Konrad Laimer         | 27. května 1997   | FC Bayern Mnichov           |          |
| Matthias Seidl        | 24. ledna 2001    | SK Rapid Vídeň              |          |
| Patrick Wimmer        | 30. května 2001   | VfL Wolfsburg               |          |
| Marco Grüll           | 6. července 1998  | SK Rapid Vídeň              |          |
| Útočníci              |                   |                             |          |
| Marko Arnautović      | 19. dubna 1989    | FC Inter Milán              |          |
| Michael Gregoritsch   | 18. dubna 1994    | SC Freiburg                 |          |
| Andreas Weimann       | 5. srpna 1991     | West Bromwich Albion FC     |          |
| Maximilian Entrup     | 25. července 1997 | TSV Hartberg                |          |

### Francie
Hlavní trenér:  Didier Deschamps

| Jméno               | Datum narození     | Klub                   |          |
| Brankáři            | Brankáři           | Brankáři               | Brankáři |
| ------------------- | ------------------ | ---------------------- | -------- |
| Brice Samba         | 26. dubna 1994     | RC Lens                |          |
| Mike Maignan        | 3. července 1995   | AC Milán               |          |
| Alphonse Areola     | 27. února 1993     | West Ham United FC     |          |
| Obránci             |                    |                        |          |
| Benjamin Pavard     | 28. března 1996    | FC Inter Milán         |          |
| Ferland Mendy       | 8. června 1995     | Real Madrid            |          |
| Dayot Upamecano     | 27. října 1998     | FC Bayern Mnichov      |          |
| Jules Koundé        | 12. listopadu 1998 | FC Barcelona           |          |
| William Saliba      | 24. března 2001    | Arsenal FC             |          |
| Jonathan Clauss     | 25. září 1992      | Olympique Marseille    |          |
| Theo Hernández      | 6. října 1997      | AC Milán               |          |
| Ibrahima Konaté     | 25. května 1999    | Liverpool FC           |          |
| Záložníci           |                    |                        |          |
| Eduardo Camavinga   | 10. listopadu 2002 | Real Madrid            |          |
| Aurélien Tchouaméni | 27. ledna 2000     | Real Madrid            |          |
| N'Golo Kanté        | 29. března 1991    | Al Ittihad FC          |          |
| Adrien Rabiot       | 3. dubna 1995      | Juventus FC            |          |
| Warren Zaïre-Emery  | 8. března 2006     | Paris Saint-Germain FC |          |
| Youssouf Fofana     | 10. ledna 1999     | AS Monaco FC           |          |
| Útočníci            |                    |                        |          |
| Antoine Griezmann   | 21. března 1991    | Atlético Madrid        |          |
| Olivier Giroud      | 30. září 1986      | AC Milán               |          |
| Kylian Mbappé –     | 20. prosince 1998  | Paris Saint-Germain FC |          |
| Ousmane Dembélé     | 15. května 1997    | Paris Saint-Germain FC |          |
| Randal Kolo Muani   | 5. prosince 1998   | Paris Saint-Germain FC |          |
| Marcus Thuram       | 6. srpna 1997      | FC Inter Milán         |          |
| Kingsley Coman      | 13. června 1996    | FC Bayern Mnichov      |          |
| Bradley Barcola     | 2. září 2002       | Paris Saint-Germain FC |          |

## Skupina E

### Belgie
Hlavní trenér:  Domenico Tedesco

| Jméno                | Datum narození    | Klub                 |          |
| Brankáři             | Brankáři          | Brankáři             | Brankáři |
| -------------------- | ----------------- | -------------------- | -------- |
| Koen Casteels        | 25. června 1992   | VfL Wolfsburg        |          |
| Thomas Kaminski      | 23. října 1992    | Luton Town FC        |          |
| Matz Sels            | 26. února 1992    | Nottingham Forest FC |          |
| Obránci              |                   |                      |          |
| Zeno Debast          | 24. října 2003    | RSC Anderlecht       |          |
| Arthur Theate        | 25. května 2000   | Stade Rennais FC     |          |
| Wout Faes            | 3. dubna 1998     | Leicester City FC    |          |
| Jan Vertonghen       | 24. dubna 1987    | RSC Anderlecht       |          |
| Thomas Meunier       | 12. září 1991     | Trabzonspor          |          |
| Timothy Castagne     | 5. prosince 1995  | Fulham FC            |          |
| Záložníci            |                   |                      |          |
| Axel Witsel          | 12. ledna 1989    | Atlético Madrid      |          |
| Kevin De Bruyne –    | 28. června 1991   | Manchester City FC   |          |
| Youri Tielemans      | 7. května 1997    | Aston Villa FC       |          |
| Leandro Trossard     | 4. prosince 1994  | Arsenal FC           |          |
| Aster Vranckx        | 4. října 2002     | VfL Wolfsburg        |          |
| Orel Mangala         | 18. března 1998   | Olympique Lyon       |          |
| Arthur Vermeeren     | 7. února 2005     | Atlético Madrid      |          |
| Amadou Onana         | 16. srpna 2001    | Everton FC           |          |
| Maxim De Cuyper      | 22. prosince 2000 | Club Brugge KV       |          |
| Útočníci             |                   |                      |          |
| Romelu Lukaku        | 13. května 1993   | AS Řím               |          |
| Yannick Carrasco     | 4. září 1993      | Aš-Šabab FC          |          |
| Dodi Lukebakio       | 24. září 1997     | Sevilla FC           |          |
| Charles De Ketelaere | 10. března 2001   | Atalanta BC          |          |
| Johan Bakayoko       | 20. dubna 2003    | PSV Eindhoven        |          |
| Loïs Openda          | 16. února 2000    | RB Leipzig           |          |
| Jérémy Doku          | 27. května 2002   | Manchester City FC   |          |

### Slovensko
Hlavní trenér:  Francesco Calzona

| Jméno             | Datum narození     | Klub                   |          |
| Brankáři          | Brankáři           | Brankáři               | Brankáři |
| ----------------- | ------------------ | ---------------------- | -------- |
| Martin Dúbravka   | 15. ledna 1989     | Newcastle United FC    |          |
| Marek Rodák       | 13. prosince 1996  | Fulham FC              |          |
| Henrich Ravas     | 16. srpna 1997     | New England Revolution |          |
| Obránci           |                    |                        |          |
| Peter Pekarík     | 30. října 1986     | Hertha BSC             |          |
| Denis Vavro       | 10. dubna 1996     | FC Kodaň               |          |
| Adam Obert        | 23. srpna 2002     | Cagliari Calcio        |          |
| Norbert Gyömbér   | 3. července 1992   | US Salernitana 1919    |          |
| Milan Škriniar –  | 11. února 1995     | Paris Saint-Germain FC |          |
| Vernon De Marco   | 18. listopadu 1992 | Hatta Club             |          |
| Dávid Hancko      | 13. prosince 1997  | Feyenoord              |          |
| Sebastian Kóša    | 13. září 2003      | FC Spartak Trnava      |          |
| Záložníci         |                    |                        |          |
| Tomáš Rigo        | 3. července 2002   | FC Baník Ostrava       |          |
| Ondrej Duda       | 5. prosince 1994   | Hellas Verona FC       |          |
| László Bénes      | 9. září 1997       | Hamburger SV           |          |
| Patrik Hrošovský  | 22. dubna 1992     | KRC Genk               |          |
| Juraj Kucka       | 26. února 1987     | ŠK Slovan Bratislava   |          |
| Matúš Bero        | 6. září 1995       | VfL Bochum             |          |
| Stanislav Lobotka | 25. listopadu 1994 | SSC Neapol             |          |
| Útočníci          |                    |                        |          |
| Tomáš Suslov      | 7. června 2002     | Hellas Verona FC       |          |
| Róbert Boženík    | 18. listopadu 1999 | Boavista FC            |          |
| Ľubomír Tupta     | 27. března 1998    | FC Slovan Liberec      |          |
| Lukáš Haraslín    | 26. května 1996    | AC Sparta Praha        |          |
| David Strelec     | 4. dubna 2001      | ŠK Slovan Bratislava   |          |
| Dávid Ďuriš       | 22. března 1999    | Ascoli Calcio 1898 FC  |          |
| Leo Sauer         | 16. prosince 2005  | Feyenoord              |          |
| Ivan Schranz      | 13. září 1993      | SK Slavia Praha        |          |

### Rumunsko
Hlavní trenér:  Edward Iordănescu

| Jméno              | Datum narození   | Klub                 |          |
| Brankáři           | Brankáři         | Brankáři             | Brankáři |
| ------------------ | ---------------- | -------------------- | -------- |
| Florin Niță        | 3. července 1987 | Gaziantep FK         |          |
| Horațiu Moldovan   | 20. ledna 1998   | Atlético Madrid      |          |
| Ștefan Târnovanu   | 9. května 2000   | FCSB                 |          |
| Obránci            |                  |                      |          |
| Andrei Rațiu       | 20. června 1998  | Rayo Vallecano       |          |
| Radu Drăgușin      | 3. února 2002    | Tottenham Hotspur FC |          |
| Adrian Rus         | 18. března 1996  | Pafos FC             |          |
| Ionuț Nedelcearu   | 25. dubna 1996   | Palermo SSD          |          |
| Nicușor Bancu      | 18. září 1992    | FC U Craiova 1948    |          |
| Andrei Burcă       | 15. dubna 1993   | Al-Okhdood Club      |          |
| Vasile Mogoș       | 31. října 1992   | CFR Kluž             |          |
| Bogdan Racovițan   | 6. června 2000   | Raków Częstochowa    |          |
| Záložníci          |                  |                      |          |
| Marius Marin       | 30. srpna 1998   | Pisa SC              |          |
| Alexandru Cicâldău | 8. července 1997 | Konyaspor            |          |
| Ianis Hagi         | 22. října 1998   | Deportivo Alavés     |          |
| Darius Olaru       | 3. března 1998   | FCSB                 |          |
| Răzvan Marin       | 23. května 1996  | Empoli FC            |          |
| Nicolae Stanciu –  | 7. května 1993   | Damac FC             |          |
| Deian Sorescu      | 29. srpna 1997   | Gaziantep FK         |          |
| Adrian Șut         | 30. dubna 1999   | FCSB                 |          |
| Útočníci           |                  |                      |          |
| Denis Alibec       | 5. ledna 1991    | Muaither SC          |          |
| George Pușcaș      | 8. dubna 1996    | SSC Bari             |          |
| Valentin Mihăilă   | 2. února 2000    | Parma Calcio 1913    |          |
| Florinel Coman     | 10. dubna 1998   | FCSB                 |          |
| Denis Drăguș       | 6. července 1999 | Gaziantep FK         |          |
| Dennis Man         | 26. srpna 1998   | Parma Calcio 1913    |          |
| Daniel Bîrligea    | 19. dubna 2000   | CFR Kluž             |          |

### Ukrajina
Hlavní trenér:  Serhij Rebrov

| Jméno                | Datum narození     | Klub                |          |
| Brankáři             | Brankáři           | Brankáři            | Brankáři |
| -------------------- | ------------------ | ------------------- | -------- |
| Heorhij Buščan       | 31. května 1994    | FK Dynamo Kyjev     |          |
| Anatolij Trubin      | 1. srpna 2001      | Benfica Lisabon     |          |
| Andrij Lunin         | 11. února 1999     | Real Madrid         |          |
| Obránci              |                    |                     |          |
| Juchym Konoplja      | 26. srpna 1999     | FK Šachtar Doněck   |          |
| Oleksandr Svatok     | 27. září 1994      | SK Dnipro-1         |          |
| Maksym Talovjerov    | 28. června 2000    | LASK                |          |
| Illja Zabarnyj       | 1. září 2002       | AFC Bournemouth     |          |
| Vitalij Mykolenko    | 29. května 1999    | Everton FC          |          |
| Olexandr Zinčenko    | 15. prosince 1996  | Arsenal FC          |          |
| Valerij Bondar       | 27. února 1999     | FK Šachtar Doněck   |          |
| Mykola Matvijenko    | 2. května 1996     | FK Šachtar Doněck   |          |
| Oleksandr Tymčyk     | 20. ledna 1997     | FK Dynamo Kyjev     |          |
| Bohdan Mychajličenko | 21. března 1997    | FK Polissja Žytomyr |          |
| Záložníci            |                    |                     |          |
| Serhij Sydorčuk      | 2. května 1991     | KVC Westerlo        |          |
| Taras Stepaněnko     | 8. srpna 1989      | FK Šachtar Doněck   |          |
| Andrij Jarmolenko –  | 23. října 1989     | FK Dynamo Kyjev     |          |
| Ruslan Malinovskyj   | 4. května 1993     | Janov CFC           |          |
| Heorhij Sudakov      | 1. září 2002       | FK Šachtar Doněck   |          |
| Viktor Cyhankov      | 15. listopadu 1997 | Girona FC           |          |
| Volodymyr Bražko     | 23. ledna 2002     | FK Dynamo Kyjev     |          |
| Mykola Šaparenko     | 4. října 1998      | FK Dynamo Kyjev     |          |
| Oleksandr Zubkov     | 3. srpna 1996      | FK Šachtar Doněck   |          |
| Útočníci             |                    |                     |          |
| Roman Jaremčuk       | 27. listopadu 1995 | Valencia CF         |          |
| Mychajlo Mudryk      | 5. ledna 2001      | Chelsea FC          |          |
| Artem Dovbyk         | 21. června 1997    | Girona FC           |          |
| Vladyslav Vanat      | 4. ledna 2002      | FK Dynamo Kyjev     |          |

## Skupina F

### Turecko
Hlavní trenér:  Vincenzo Montella

| Jméno               | Datum narození     | Klub                    |          |
| Brankáři            | Brankáři           | Brankáři                | Brankáři |
| ------------------- | ------------------ | ----------------------- | -------- |
| Mert Günok          | 1. března 1989     | Beşiktaş JK             |          |
| Altay Bayındır      | 14. dubna 1998     | Manchester United FC    |          |
| Uğurcan Çakır       | 5. dubna 1996      | Trabzonspor             |          |
| Obránci             |                    |                         |          |
| Zeki Çelik          | 17. února 1997     | AS Řím                  |          |
| Merih Demiral       | 5. března 1998     | Al Ahli                 |          |
| Samet Akaydin       | 13. března 1994    | Panathinaikos Athény    |          |
| Ahmetcan Kaplan     | 16. ledna 2003     | AFC Ajax                |          |
| Abdülkerim Bardakcı | 7. září 1994       | Galatasaray SK          |          |
| Mert Müldür         | 3. dubna 1999      | Fenerbahçe SK           |          |
| Ferdi Kadıoğlu      | 7. října 1999      | Fenerbahçe SK           |          |
| Záložníci           |                    |                         |          |
| Okay Yokuşlu        | 9. března 1994     | West Bromwich Albion FC |          |
| Orkun Kökçü         | 29. prosince 2000  | Benfica Lisabon         |          |
| Arda Güler          | 25. února 2005     | Real Madrid             |          |
| Hakan Çalhanoğlu –  | 8. února 1994      | FC Inter Milán          |          |
| Salih Özcan         | 11. ledna 1998     | Borussia Dortmund       |          |
| İsmail Yüksek       | 26. ledna 1999     | Fenerbahçe SK           |          |
| İrfan Kahveci       | 15. července 1995  | Fenerbahçe SK           |          |
| Kaan Ayhan          | 10. listopadu 1994 | Galatasaray SK          |          |
| Yunus Akgün         | 7. července 2000   | Leicester City FC       |          |
| Útočníci            |                    |                         |          |
| Kerem Aktürkoğlu    | 21. října 1998     | Galatasaray SK          |          |
| Cenk Tosun          | 7. června 1991     | Beşiktaş JK             |          |
| Yusuf Yazıcı        | 29. ledna 1997     | Lille OSC               |          |
| Kenan Yıldız        | 4. května 2005     | Juventus FC             |          |
| Barış Alper Yılmaz  | 23. května 2000    | Galatasaray SK          |          |
| Semih Kılıçsoy      | 15. srpna 2005     | Beşiktaş JK             |          |
| Bertuğ Yıldırım     | 12. ledna 2002     | Stade Rennais FC        |          |

### Gruzie
Hlavní trenér:  Willy Sagnol

| Jméno                | Datum narození     | Klub                     |          |
| Brankáři             | Brankáři           | Brankáři                 | Brankáři |
| -------------------- | ------------------ | ------------------------ | -------- |
| Giorgi Loria         | 27. ledna 1986     | FC Dinamo Tbilisi        |          |
| Luka Gugešašvili     | 29. dubna 1999     | FK Karabach              |          |
| Giorgi Mamardašvili  | 29. září 2000      | Valencia CF              |          |
| Obránci              |                    |                          |          |
| Otar Kakabadze       | 27. června 1995    | Cracovia                 |          |
| Laša Dvali           | 14. května 1995    | APOEL FC                 |          |
| Guram Kašia –        | 4. července 1987   | ŠK Slovan Bratislava     |          |
| Solomon Kvirkvelia   | 6. února 1992      | Al-Okhdood Club          |          |
| Giorgi Gočoleišvili  | 14. února 2001     | FK Šachtar Doněck        |          |
| Luka Ločošvili       | 29. května 1998    | US Cremonese             |          |
| Giorgi Gvelesiani    | 5. dubna 1991      | Persepolis FC            |          |
| Jemal Tabidze        | 18. března 1996    | PAE Panaitolikos         |          |
| Záložníci            |                    |                          |          |
| Giorgi Kočorašvili   | 19. června 1999    | Levante UD               |          |
| Zuriko Davitašvili   | 15. února 2001     | FC Girondins de Bordeaux |          |
| Giorgi Čakvetadze    | 29. srpna 1999     | Watford FC               |          |
| Nika Kvekveskiri     | 29. května 1992    | Lech Poznań              |          |
| Otar Kiteišvili      | 26. března 1996    | SK Sturm Graz            |          |
| Sandro Altunašvili   | 19. května 1997    | Wolfsberger AC           |          |
| Levan Šengelia       | 27. října 1995     | PAE Panaitolikos         |          |
| Anzor Mekvabišvili   | 5. června 2001     | FC U Craiova 1948        |          |
| Giorgi Citaišvili    | 18. listopadu 2000 | FC Dinamo Batumi         |          |
| Saba Lobzhanidze     | 18. prosince 1994  | Atlanta United FC        |          |
| Gabriel Sigua        | 30. června 2005    | FC Basilej               |          |
| Útočníci             |                    |                          |          |
| Chviča Kvaracchelija | 12. února 2001     | SSC Neapol               |          |
| Budu Zivzivadze      | 10. března 1994    | Karlsruher SC            |          |
| Giorgi Kvilitaia     | 1. října 1993      | APOEL FC                 |          |
| Georges Mikautadze   | 31. října 2000     | FC Metz                  |          |

### Portugalsko
Hlavní trenér:  Roberto Martínez

| Jméno               | Datum narození     | Datum úmrtí                       | Klub                       |          |
| Brankáři            | Brankáři           | Brankáři                          | Brankáři                   | Brankáři |
| ------------------- | ------------------ | --------------------------------- | -------------------------- | -------- |
| Rui Patrício        | 15. února 1988     |                                   | AS Řím                     |          |
| José Sá             | 17. ledna 1993     |                                   | Wolverhampton Wanderers FC |          |
| Diogo Costa         | 19. září 1999      |                                   | FC Porto                   |          |
| Obránci             |                    |                                   |                            |          |
| Nélson Semedo       | 16. listopadu 1993 |                                   | Wolverhampton Wanderers FC |          |
| Pepe                | 26. února 1983     |                                   | FC Porto                   |          |
| Rúben Dias          | 14. května 1997    |                                   | Manchester City FC         |          |
| Diogo Dalot         | 18. března 1999    |                                   | Manchester United FC       |          |
| Gonçalo Inácio      | 25. srpna 2001     |                                   | Sporting CP                |          |
| Nuno Mendes         | 19. června 2002    |                                   | Paris Saint-Germain FC     |          |
| João Cancelo        | 27. května 1994    |                                   | FC Barcelona               |          |
| António Silva       | 30. října 2003     |                                   | Benfica Lisabon            |          |
| Záložníci           |                    |                                   |                            |          |
| João Palhinha       | 9. července 1995   |                                   | Fulham FC                  |          |
| Bruno Fernandes     | 8. září 1994       |                                   | Manchester United FC       |          |
| Bernardo Silva      | 10. srpna 1994     |                                   | Manchester City FC         |          |
| Danilo Pereira      | 9. září 1991       |                                   | Paris Saint-Germain FC     |          |
| João Neves          | 27. září 2004      |                                   | Benfica Lisabon            |          |
| Matheus Nunes       | 27. srpna 1998     |                                   | Manchester City FC         |          |
| Rúben Neves         | 13. března 1997    |                                   | Al Hilal FC                |          |
| Vitinha             | 13. února 2000     |                                   | Paris Saint-Germain FC     |          |
| Pedro Neto          | 9. března 2000     |                                   | Wolverhampton Wanderers FC |          |
| Útočníci            |                    |                                   |                            |          |
| Cristiano Ronaldo – | 5. února 1985      |                                   | Al-Nassr FC                |          |
| Gonçalo Ramos       | 20. června 2001    |                                   | Paris Saint-Germain FC     |          |
| João Félix          | 10. listopadu 1999 |                                   | FC Barcelona               |          |
| Rafael Leão         | 10. června 1999    |                                   | AC Milán                   |          |
| Diogo Jota          | 4. prosince 1996   | 3. července 2025 (ve věku 28 let) | Liverpool FC               |          |
| Francisco Conceição | 14. prosince 2002  |                                   | FC Porto                   |          |

### Česko
Hlavní trenér:  Ivan Hašek

| Jméno           | Datum narození    | Klub                |          |
| Brankáři        | Brankáři          | Brankáři            | Brankáři |
| --------------- | ----------------- | ------------------- | -------- |
| Jindřich Staněk | 27. dubna 1996    | SK Slavia Praha     |          |
| Matěj Kovář     | 17. května 2000   | Bayer 04 Leverkusen |          |
| Vítězslav Jaroš | 23. července 2001 | SK Sturm Graz       |          |
| Obránci         |                   |                     |          |
| David Zima      | 8. listopadu 2000 | SK Slavia Praha     |          |
| Robin Hranáč    | 29. ledna 2000    | FC Viktoria Plzeň   |          |
| Vladimír Coufal | 22. srpna 1992    | West Ham United FC  |          |
| Martin Vitík    | 21. ledna 2003    | AC Sparta Praha     |          |
| David Douděra   | 31. května 1998   | SK Slavia Praha     |          |
| David Jurásek   | 7. srpna 2000     | TSG 1899 Hoffenheim |          |
| Ladislav Krejčí | 20. dubna 1999    | AC Sparta Praha     |          |
| Tomáš Vlček     | 28. února 2001    | SK Slavia Praha     |          |
| Záložníci       |                   |                     |          |
| Tomáš Holeš     | 31. března 1993   | SK Slavia Praha     |          |
| Antonín Barák   | 3. prosince 1994  | ACF Fiorentina      |          |
| Petr Ševčík     | 4. května 1994    | SK Slavia Praha     |          |
| Lukáš Provod    | 23. října 1996    | SK Slavia Praha     |          |
| Ondřej Lingr    | 7. října 1998     | Feyenoord           |          |
| Lukáš Červ      | 10. dubna 2001    | FC Viktoria Plzeň   |          |
| Tomáš Souček –  | 27. února 1995    | West Ham United FC  |          |
| Pavel Šulc      | 29. prosince 2000 | FC Viktoria Plzeň   |          |
| Matěj Jurásek   | 30. srpna 2003    | SK Slavia Praha     |          |
| Útočníci        |                   |                     |          |
| Adam Hložek     | 25. července 2002 | Bayer 04 Leverkusen |          |
| Patrik Schick   | 24. ledna 1996    | Bayer 04 Leverkusen |          |
| Jan Kuchta      | 8. ledna 1997     | AC Sparta Praha     |          |
| Mojmír Chytil   | 29. dubna 1999    | SK Slavia Praha     |          |
| Václav Černý    | 17. října 1997    | VfL Wolfsburg       |          |
| Tomáš Chorý     | 26. ledna 1995    | FC Viktoria Plzeň   |          |

## Podíl ligových systémů na nominovaných
Státy v kurzívě nejsou členy UEFA
| Země           | Počet hráčů | Procento | Počet cizinců | Počet hráčů z nižších soutěží |
| -------------- | ----------- | -------- | ------------- | ----------------------------- |
| Anglie         | 114         | 18,33 %  | 90            | 18                            |
| Itálie         | 104         | 16,72 %  | 81            | 13                            |
| Německo        | 81          | 13,02 %  | 61            | 5                             |
| Španělsko      | 56          | 9,00 %   | 37            | 1                             |
| Francie        | 31          | 4,98 %   | 23            | 1                             |
| Turecko        | 25          | 4,02 %   | 13            | 0                             |
| Česko          | 22          | 3,54 %   | 6             | 0                             |
| Rakousko       | 16          | 2,57 %   | 9             | 0                             |
| Nizozemsko     | 15          | 2,41 %   | 9             | 0                             |
| Ukrajina       | 15          | 2,41 %   | 1             | 0                             |
| Saúdská Arábie | 14          | 2,25 %   | 14            | 0                             |
| Belgie         | 12          | 1,93 %   | 9             | 0                             |
| Řecko          | 12          | 1,93 %   | 12            | 0                             |
| Portugalsko    | 12          | 1,93 %   | 6             | 0                             |
| Rumunsko       | 10          | 1,61 %   | 3             | 0                             |
| Maďarsko       | 9           | 1,45 %   | 0             | 0                             |
| Chorvatsko     | 8           | 1,29 %   | 2             | 0                             |
| Polsko         | 8           | 1,29 %   | 5             | 0                             |
| Skotsko        | 8           | 1,29 %   | 0             | 0                             |
| USA            | 7           | 1,13 %   | 7             | 0                             |
| Kypr           | 6           | 0,96 %   | 6             | 0                             |
| Švýcarsko      | 6           | 0,96 %   | 4             | 0                             |
| Slovensko      | 5           | 0,80 %   | 2             | 0                             |
| Dánsko         | 4           | 0,64 %   | 4             | 0                             |
| Rusko          | 4           | 0,64 %   | 4             | 0                             |
| Srbsko         | 3           | 0,48 %   | 0             | 0                             |
| Slovinsko      | 3           | 0,48 %   | 0             | 0                             |
| Bulharsko      | 2           | 0,32 %   | 2             | 0                             |
| Gruzie         | 2           | 0,32 %   | 0             | 0                             |
| Jižní Korea    | 2           | 0,32 %   | 2             | 0                             |
| SAE            | 2           | 0,32 %   | 2             | 0                             |
| Ázerbájdžán    | 1           | 0,16 %   | 1             | 0                             |
| Írán           | 1           | 0,16 %   | 1             | 0                             |
| Norsko         | 1           | 0,16 %   | 1             | 0                             |
| Katar          | 1           | 0,16 %   | 1             | 0                             |
| Celkem         | 622         | 100 %    | 418 (67,20 %) | 38 (6,11 %)                   |

## Podíl klubů na nominovaných
| Počet hráčů | Klub |
| ----------- | --- |
| 13          | Manchester City Inter Milán                                                                                |
| 12          | Paris Saint-Germain Real Madrid                                                                            |
| 11          | RB Leipzig FC Barcelona                                                                                    |
| 10          | Slavia Praha Arsenal Londýn Bayer Leverkusen Bayern Mnichov                                                |
| 9           | Liverpool FC Bologna FC Juventus Turín AS Řím                                                              |
| 8           | Manchester United Borussia Dortmund VfL Wolfsburg AC Milán                                                 |
| 7           | Brentford FC Feyenoord Rotterdam Atlético Madrid Fenerbahçe Istanbul Šachťar Doněck                        |
| 6           | Anderlecht Brusel Sparta Praha TSG Hoffenheim SSC Neapol Turín FC Real Sociedad San Sebastian Dynamo Kyjev |